# Bulbophyllum imbricatum
Bulbophyllum imbricatum (tên tiếng Anh là Imbricate Bulbophyllum) là một loài phong lan.
 Tư liệu liên quan tới Bulbophyllum imbricatum tại Wikimedia Commons

## Hình ảnh

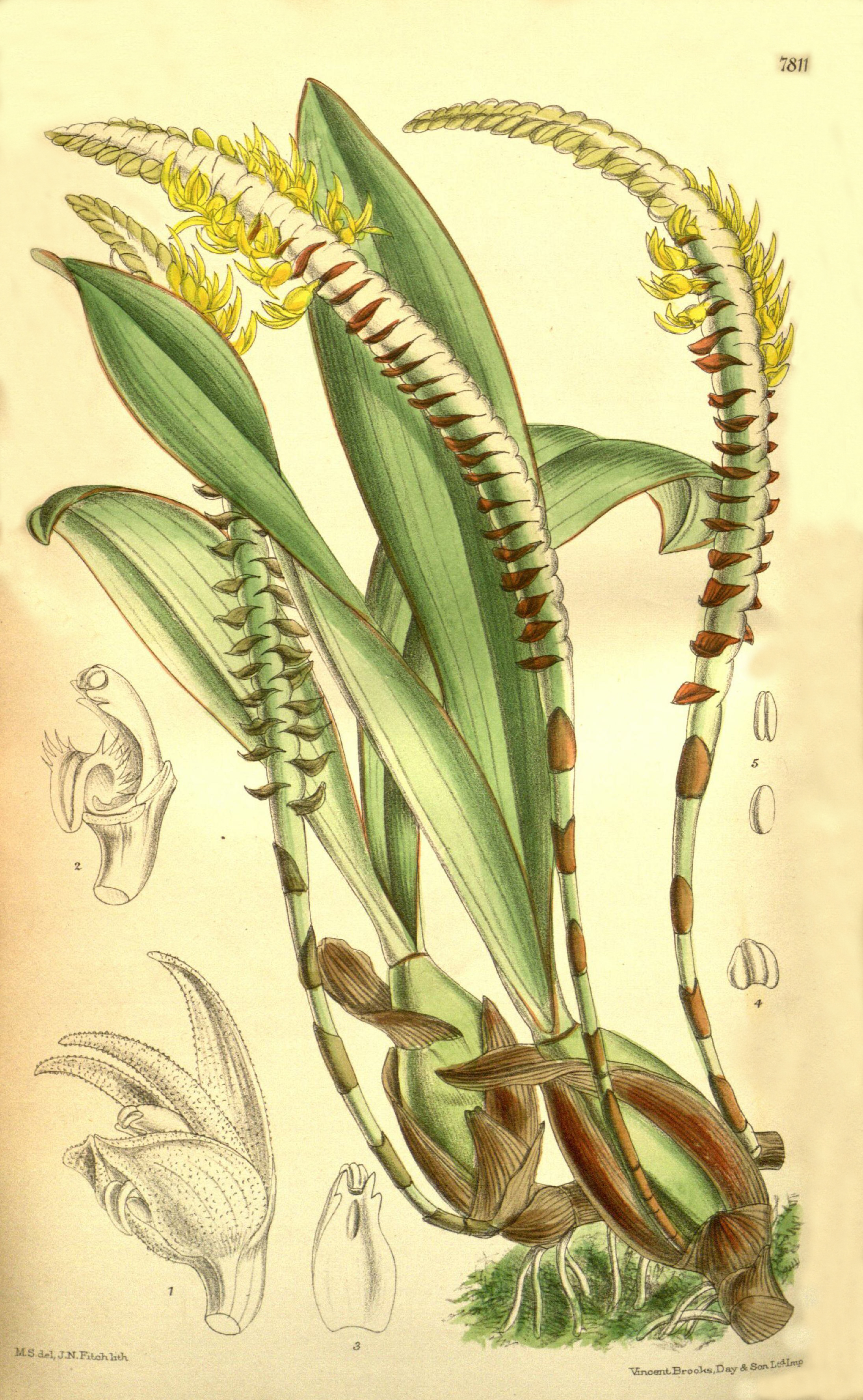